# Res Jost
Res Jost, né le 10 janvier 1918 à Berne et mort le 3 octobre 1990 à Zurich, est un physicien suisse spécialisé en physique théorique, plus précisément dans le domaine de la théorie quantique des champs constructive.

## Biographie
Jost commence ses études à Berne. En 1946, il obtient un doctorat de l'École polytechnique fédérale de Zurich (ETH). Sa thèse, supervisée par Gregor Wentzel, s'intitule Zur Ladungsabhängigkeit der Kernkräfte in der Vektormesontheorie ohne neutrale Mesonen. Par la suite, il part six mois rejoindre Niels Bohr à Copenhague. Il y développe la « fonction Jost » de la scattering theory (en).
De retour en Suisse, il devient l'assistant de Wolfgang Pauli à Zurich. En 1949, il se marie avec la physicienne Hilde Fleischer. Il devient professeur de physique théorique à l'ETH à partir de 1955. De 1949 à 1955, puis en 1957, 1962-63 et 1968, il travaille à l'Institute for Advanced Study de l'Université de Princeton. Il côtoie des personnalités telles Walter Kohn, Joaquin Mazdak Luttinger et Abraham Pais.
En 1965, il fonde, avec Rudolf Haag, la revue Communications in Mathematical Physics.